# Japan Paradise Tour Edition
Japan Paradise Tour Edition è la prima raccolta degli OneRepublic con le migliori hit dal primo disco in studio. L'album è stato pubblicato il 15 febbraio 2023 e distribuito soltanto nei paesi asiatici durante il loro tour nel continente.

## Tracce
1. I Ain’t Worried
2. Good Life
3. Secrets
4. Sunshine
5. Rescue Me
6. Stop and Stare
7. Didn’t I
8. Run
9. Kids
10. Apologize
11. Wherever I Go
12. Someday
13. All the Right Moves
14. Wanted
15. I Lived
16. West Coast
17. If I Lose Myself (OneRepublic vs Alesso)
18. Counting Stars